# Grado (ângulo)

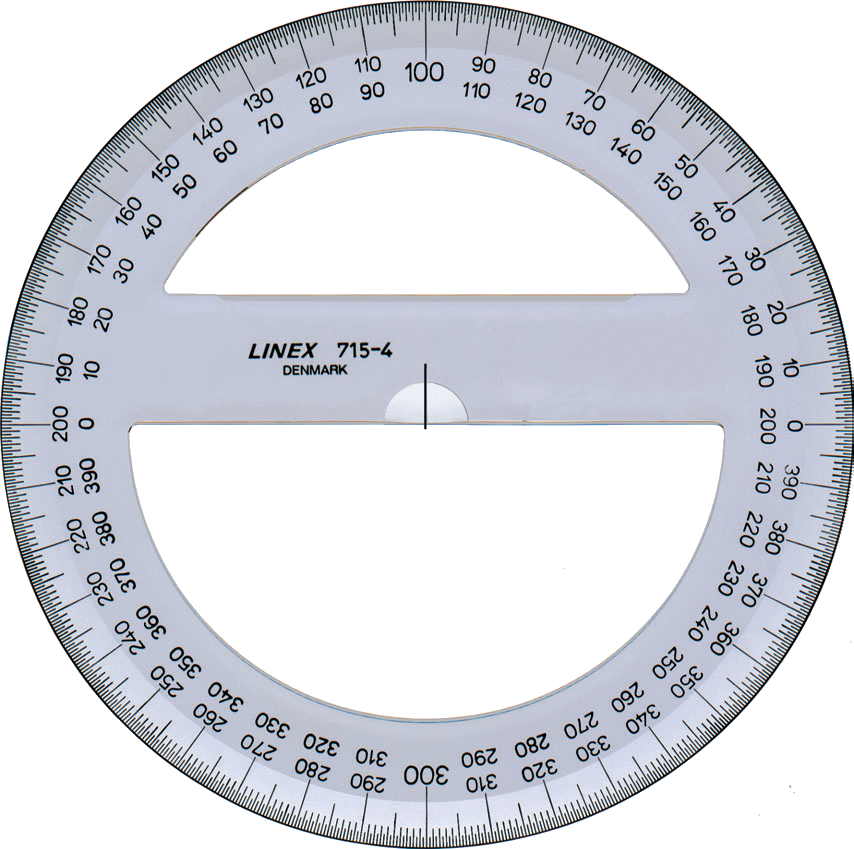
Transferidor marcado em grados.

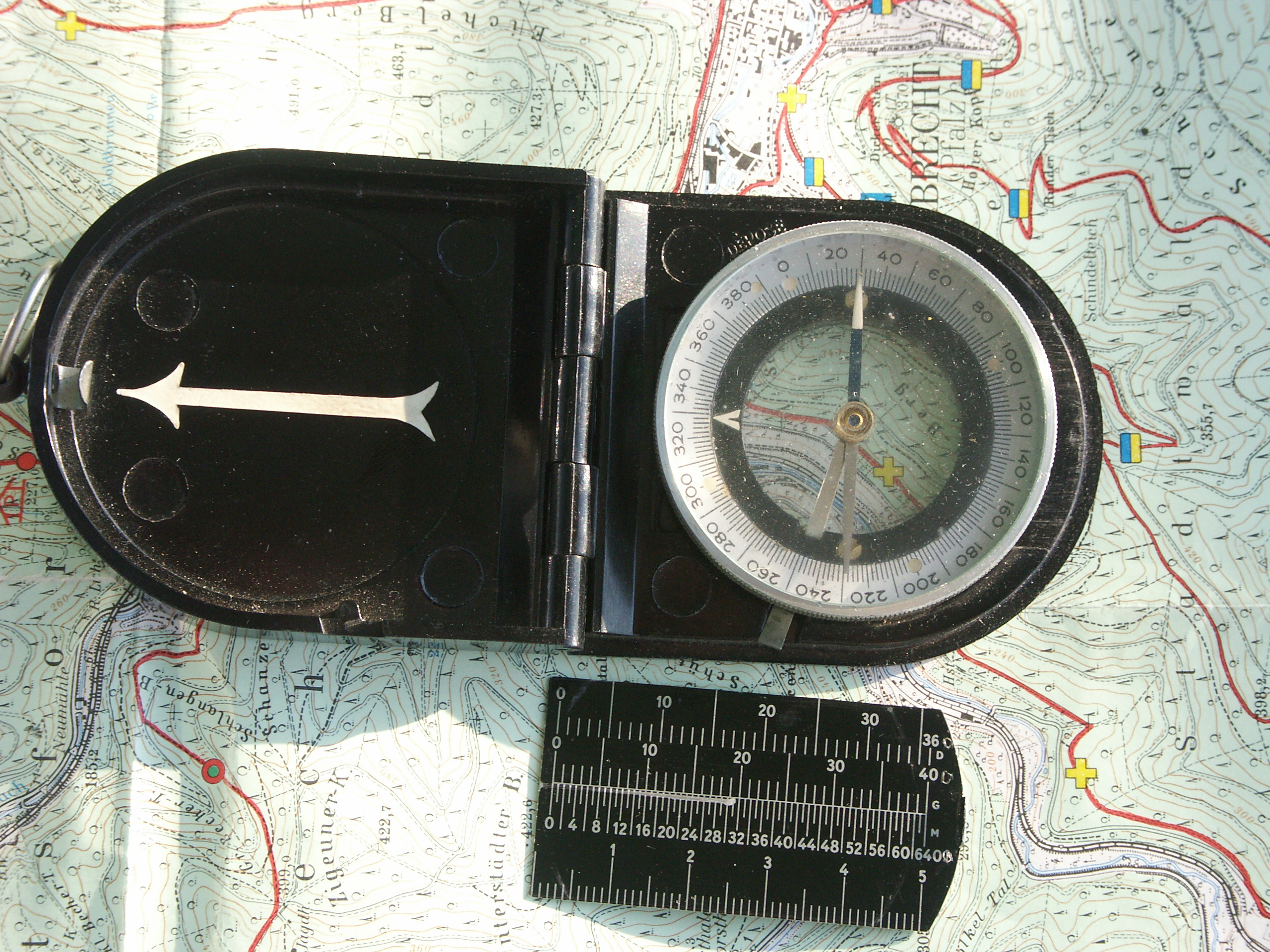
Bússola com escala de azimutes em grados.

Grado é uma unidade de medida de ângulos planos equivalente a π⁄200 do radiano ou 9⁄10 do grau, ou seja a 1⁄400 de uma rotação completa (revolução). O símbolo internacional para esta unidade é gon (do grego: γωνία = gōnía; "ângulo"). No passado foram utilizados, entre outros, os símbolos gr, grd e g, este último algumas vezes como sobrescrito, de modo similar ao símbolo de grau (p. ex.: 50g = 45°).

## Origem e descrição
O termo grado tem origem no termo francês grade e foi proposto para uso em conjunto com o sistema métrico, embora não fazendo parte do Sistema Internacional de Unidades (SI). O termo original não foi bem aceito no norte da Europa devido à potencial confusão com outras unidades preexistentes que se designavam por grad(e), daí resultando a posterior adopção do símbolo gon, primeiro naquela região, depois como símbolo padrão internacional. Em alemão, a unidade foi originalmente designada como Neugrad (novo grau), o que foi seguido em algumas línguas escandinavas (Nygrad em dinamarquês e norueguês e Nýgráða em islandês). Na Europa continental, o termo de origem francesa centigrado foi utilizado para designar a centésima parte de um grado (1⁄100 gon) e o termo miriogrado para a décima milésima parte do grado (1⁄10 000 gon). Esta foi uma das razões que, para evitar a confusão com a unidade de temperatura, foi o termo Celsius foi adoptado para substituir centígrado como o nome da escala de temperatura homónima.[carece de fontes?]
Foram feitas tentativas para a introdução generalizada do grado como unidade de ângulo plano, mas a unidade foi adoptada apenas por alguns países e em áreas especializadas, como a topografia e a artilharia. A artilharia francesa usa o grado há décadas. O grau, 1⁄360 do círculo, ou o matematicamente conveniente radiano, 1⁄(2π) do círculo, são geralmente usados em lugar do grado. Nas décadas de 1970 e 1980, a maioria das calculadoras científicas oferecia o grado em alternativa ao radiano e ao grau para operações com funções trigonométricas, mas nos anos mais recentes o grado foi abandonado.
[carece de fontes?].
Uma vantagem do grado como unidade é tornar os ângulos rectos fáceis de somar e subtrair na aritmética mental. Outra vantagem, decorre da definição original do metro, de 1889, que estabelecia que 1 metro é o comprimento equivalente a décima milionésima parte de um quarto do meridiano terrestre. Portanto, 1 grado, quando medido sobre um círculo máximo terrestre, equivale a aproximadamente 100 km sobre a superfície da Terra, pelo que 1 centigrado do arco terrestre equivale a 1 km.
Quando se utiliza o grado como unidade angular em geometria bidimensional, cada quadrante corresponde a 100 gon, o que facilita o reconhecimento dos quatro quadrantes e a aritmética que envolva ângulos perpendiculares ou opostos. Dessa relação resulta:
| 0°   | = | 0 gon   |
| 90°  | = | 100 gon |
| 180° | = | 200 gon |
| 270° | = | 300 gon |
| 360° | = | 400 gon |

Uma vantagem adicional da relação atrás exposta é tornar os ângulos rectos fáceis de adicionar ou subtrair em aritmética mental, o que pode ser útil em navegação e orientação geográfica. Por exemplo, quando a viajar numa rota de 117 gon (medidos no sentido horário a partir do Norte), então a direcção perpendicular para a esquerda é 17 gon, para a direita 217 gon e para trás 317 gon.
A utilização do grado é também conveniente quando se trabalha com vectores no plano complexo. Nessas circunstâncias, o expoente da unidade imaginária em qualquer vector é igual ao seu ângulo (argumento) em hectogrados (100 gon) medido a partir do semieixo x positivo: {\displaystyle i^{n}} tem um argumento de {\displaystyle 100n} grados.
Em muitas regiões, em operações topográficas, o grado é usado por padrão como a unidade angular. As subdivisões do grado usadas em topografia são o centigon (1c = 1/100 gon = 0,01 grado) e o 0,1 mgon (1cc = 1/10 000 gon = 0,1 mgon = 0,0001 grado).
| 1c = 0,54′   | 1′ = {\displaystyle {\tfrac {10\,000}{5400}}\,{}^{\mathrm {c} }={\tfrac {50}{27}}\,{}^{\mathrm {c} }=1{,}{\overline {851}}\,{}^{\mathrm {c} }}                       |
| 1cc = 0,324″ | 1″ = {\displaystyle {\tfrac {1\,000\,000}{324\,000}}\,{}^{\mathrm {cc} }={\tfrac {250}{81}}\,{}^{\mathrm {cc} }=3{,}{\overline {086\,419\,753}}\,{}^{\mathrm {cc} }} |
Como principal desvantagem, a utilização de grados leva a que os ângulos comuns de 30° e 60° tenham valores fraccionários em grados (33,33(3) gon e 66,66(6) gon, respectivamente), o que dificulta as operações trigonométricas. Do mesmo modo, a velocidade angular da Terra, de 15°/hora, passa a ser 16,66(6) gon/hora (ou 162⁄3 gon/hora), dificultando o cálculo mental dos ângulos solares e da hora.

## Conversão de alguns ângulos comuns
A conversão entre graus, radianos e grados obedece às seguintes relações:
{\displaystyle 1\,\mathrm {gon} ={\frac {1\,\mathrm {circ} }{400}}={\frac {2\pi \,\mathrm {rad} }{400}}={\frac {\mathrm {360^{\circ }} }{400^{\,\,}}}=0{,}9^{\circ }}
pelo que:
| Unidade  | Valor | Valor                                 | Valor                               | Valor                                 | Valor                               | Valor                               | Valor                                | Valor                  |
| -------- | ----- | ------------------------------------- | ----------------------------------- | ------------------------------------- | ----------------------------------- | ----------------------------------- | ------------------------------------ | ---------------------- |
| Rotação  | 0     | {\displaystyle {\tfrac {\tau }{12}}}  | {\displaystyle {\tfrac {\tau }{8}}} | {\displaystyle {\tfrac {\tau }{6}}}   | {\displaystyle {\tfrac {\tau }{4}}} | {\displaystyle {\tfrac {\tau }{2}}} | {\displaystyle {\tfrac {3}{4}}\tau } | {\displaystyle 1\tau } |
| Graus    | 0°    | 30°                                   | 45°                                 | 60°                                   | 90°                                 | 180°                                | 270°                                 | 360°                   |
| Radianos | 0     | {\displaystyle {\tfrac {\pi }{6}}}    | {\displaystyle {\tfrac {\pi }{4}}}  | {\displaystyle {\tfrac {\pi }{3}}}    | {\displaystyle {\tfrac {\pi }{2}}}  | {\displaystyle \pi }                | {\displaystyle {\tfrac {3\pi }{2}}}  | 2{\displaystyle \pi }  |
| Grados   | 0g    | {\displaystyle {\tfrac {100^{g}}{3}}} | 50g                                 | {\displaystyle {\tfrac {200^{g}}{3}}} | 100g                                | 200g                                | 300g                                 | 400g                   |